# ماکسیم کووالیو
ماکسیم کووالیو (اوکراینی: Максим Сергійович Ковальов؛ زادهٔ ۲۰ مارس ۱۹۸۹) بازیکن فوتبال اهل اوکراین است.
از باشگاه‌هایی که در آن بازی کرده‌است می‌توان به باشگاه فوتبال ماریوپول، باشگاه فوتبال شاختار دونتسک، باشگاه فوتبال استال آلچفسک، و باشگاه فوتبال زوریا لوهانسک اشاره کرد.
وی همچنین در تیم‌های ملی فوتبال Ukraine national under-16 football team, Ukraine national under-17 football team, Ukraine national under-18 football team، و Ukraine national under-19 football team بازی کرده‌است.